# رشته (علوم رایانه)

### تعریف
در علوم کامپیوتر و برنامه‌نویسی، رشته (به انگلیسی: String) به دنباله‌ای از کاراکترها گفته می‌شود که معمولاً برای نمایش متن استفاده می‌شود. رشته‌ها یکی از اساسی‌ترین و پرکاربردترین ساختارهای داده هستند و در اکثر زبان‌های برنامه‌نویسی به‌عنوان نوع داده‌ای اولیه یا کلاس تعریف شده‌اند.
کاراکترهایی که یک رشته را تشکیل می‌دهند، از مجموعه‌ای به نام الفبا می‌آیند. این الفبا می‌تواند شامل حروف الفبای زبان‌های مختلف، اعداد، علائم نگارشی، یا کاراکترهای خاص باشد.

### ویژگی‌های اصلی رشته‌ها
1. طول رشته: تعداد کاراکترهایی که در رشته قرار دارند.
  - مثال: طول رشته "Hello" برابر با ۵ است.
2. رشته خالی: رشته‌ای که شامل هیچ کاراکتری نیست. در اکثر زبان‌های برنامه‌نویسی با "" یا '' نشان داده می‌شود.
  - مثال: رشته خالی: "".
3. غیرقابل تغییر بودن (Immutable): در برخی زبان‌ها مانند Python و Java، رشته‌ها غیرقابل تغییر هستند. به این معنا که پس از تعریف، نمی‌توان مقدار آن‌ها را مستقیماً تغییر داد.
4. مجموعه کاراکترها (Character Set): کاراکترهایی که یک رشته می‌تواند شامل شود، معمولاً از استانداردهایی مانند ASCII یا Unicode تبعیت می‌کنند.

### عملیات متداول روی رشته‌ها
- الحاق (Concatenation): ترکیب دو یا چند رشته.
- جستجو (Search): یافتن یک زیررشته یا کاراکتر در یک رشته.
- برش (Substring): استخراج بخشی از یک رشته.
- تکرار (Repetition): تکرار یک رشته برای تعداد دفعات مشخص.
- جایگزینی (Replace): تغییر بخشی از یک رشته.
- بررسی تطابق (Pattern Matching): بررسی یک رشته با یک الگوی خاص، معمولاً با استفاده از عبارات منظم (Regular Expressions).

### کاربردها
1. نمایش و ذخیره اطلاعات متنی: مانند نام، آدرس، و توضیحات.
2. مدیریت داده‌ها: پردازش فایل‌های متنی یا داده‌های ورودی.
3. تحلیل زبان طبیعی (NLP): تجزیه و تحلیل زبان انسانی.
4. برنامه‌نویسی وب: مدیریت محتوا و داده‌های ارسالی/دریافتی از کاربران.

### مثال‌ها در زبان‌های مختلف برنامه‌نویسی

#### 1. Python
```
# تعریف رشته

string_example
 
=
 
"Hello, World!"

# طول رشته

print
(
len
(
string_example
))
  
# خروجی: 13

# الحاق

new_string
 
=
 
string_example
 
+
 
" Welcome!"

print
(
new_string
)
  
# خروجی: Hello, World! Welcome!

# برش

substring
 
=
 
string_example
[
0
:
5
]

print
(
substring
)
  
# خروجی: Hello

# جایگزینی

replaced_string
 
=
 
string_example
.
replace
(
"World"
,
 
"Python"
)

print
(
replaced_string
)
  
# خروجی: Hello, Python!

```

#### 2. Java
```
public
 
class
 
Main
 
{

    
public
 
static
 
void
 
main
(
String
[]
 
args
)
 
{

        
// تعریف رشته

        
String
 
stringExample
 
=
 
"Hello, World!"
;

        

        
// طول رشته

        
System
.
out
.
println
(
stringExample
.
length
());
 
// خروجی: 13

        
// الحاق

        
String
 
newString
 
=
 
stringExample
 
+
 
" Welcome!"
;

        
System
.
out
.
println
(
newString
);
 
// خروجی: Hello, World! Welcome!

        
// برش

        
String
 
substring
 
=
 
stringExample
.
substring
(
0
,
 
5
);

        
System
.
out
.
println
(
substring
);
 
// خروجی: Hello

        
// جایگزینی

        
String
 
replacedString
 
=
 
stringExample
.
replace
(
"World"
,
 
"Java"
);

        
System
.
out
.
println
(
replacedString
);
 
// خروجی: Hello, Java!

    
}

}

```

#### 3. JavaScript
```
// تعریف رشته

let
 
stringExample
 
=
 
"Hello, World!"
;

// طول رشته

console
.
log
(
stringExample
.
length
);
 
// خروجی: 13

// الحاق

let
 
newString
 
=
 
stringExample
 
+
 
" Welcome!"
;

console
.
log
(
newString
);
 
// خروجی: Hello, World! Welcome!

// برش

let
 
substring
 
=
 
stringExample
.
substring
(
0
,
 
5
);

console
.
log
(
substring
);
 
// خروجی: Hello

// جایگزینی

let
 
replacedString
 
=
 
stringExample
.
replace
(
"World"
,
 
"JavaScript"
);

console
.
log
(
replacedString
);
 
// خروجی: Hello, JavaScript!

```

#### 4. C++
```
#include
 
<iostream>

#include
 
<string>

using
 
namespace
 
std
;

int
 
main
()
 
{

    
// تعریف رشته

    
string
 
stringExample
 
=
 
"Hello, World!"
;

    
// طول رشته

    
cout
 
<<
 
stringExample
.
length
()
 
<<
 
endl
;
 
// خروجی: 13

    
// الحاق

    
string
 
newString
 
=
 
stringExample
 
+
 
" Welcome!"
;

    
cout
 
<<
 
newString
 
<<
 
endl
;
 
// خروجی: Hello, World! Welcome!

    
// برش

    
string
 
substring
 
=
 
stringExample
.
substr
(
0
,
 
5
);

    
cout
 
<<
 
substring
 
<<
 
endl
;
 
// خروجی: Hello

    
// جایگزینی

    
stringExample
.
replace
(
7
,
 
5
,
 
"C++"
);

    
cout
 
<<
 
stringExample
 
<<
 
endl
;
 
// خروجی: Hello, C++!

    
return
 
0
;

}

```

#### 5. C#
```
using
 
System
;

class
 
Program
 
{

    
static
 
void
 
Main
()
 
{

        
// تعریف رشته

        
string
 
stringExample
 
=
 
"Hello, World!"
;

        

        
// طول رشته

        
Console
.
WriteLine
(
stringExample
.
Length
);
 
// خروجی: 13

        
// الحاق

        
string
 
newString
 
=
 
stringExample
 
+
 
" Welcome!"
;

        
Console
.
WriteLine
(
newString
);
 
// خروجی: Hello, World! Welcome!

        
// برش

        
string
 
substring
 
=
 
stringExample
.
Substring
(
0
,
 
5
);

        
Console
.
WriteLine
(
substring
);
 
// خروجی: Hello

        
// جایگزینی

        
string
 
replacedString
 
=
 
stringExample
.
Replace
(
"World"
,
 
"C#"
);

        
Console
.
WriteLine
(
replacedString
);
 
// خروجی: Hello, C#!

    
}

}

```

### نکات پیشرفته
1. رشته‌ها به‌عنوان آرایه‌ای از کاراکترها: در برخی زبان‌ها (مانند C)، رشته‌ها به‌صورت آرایه‌ای از کاراکترها تعریف می‌شوند.
2. پشتیبانی از کدهای یونیکد: اکثر زبان‌های مدرن از Unicode برای پشتیبانی از کاراکترهای چندزبانه استفاده می‌کنند.

### نتیجه‌گیری
رشته‌ها (Strings) به‌عنوان یکی از اصلی‌ترین و پرکاربردترین ساختارهای داده در علوم کامپیوتر و برنامه‌نویسی، نقش بسیار مهمی در ذخیره و پردازش اطلاعات متنی ایفا می‌کنند. درک عمیق مفاهیم مرتبط با رشته‌ها و قابلیت‌های آن‌ها در زبان‌های مختلف برنامه‌نویسی، به برنامه‌نویسان کمک می‌کند تا برنامه‌های کارآمدتر و انعطاف‌پذیرتری طراحی کنند.
با توجه به گستردگی استفاده از رشته‌ها در زمینه‌هایی همچون توسعه وب، هوش مصنوعی، تحلیل داده، و پردازش زبان طبیعی، یادگیری نحوه کار با رشته‌ها و استفاده از ابزارها و کتابخانه‌های مرتبط با آن‌ها از اهمیت ویژه‌ای برخوردار است. آشنایی با عملیات پایه‌ای مانند الحاق، برش، جستجو، و جایگزینی در کنار تکنیک‌های پیشرفته‌تری نظیر مدیریت الگوها (Pattern Matching) و استفاده از Unicode، شما را در طراحی برنامه‌های پیچیده‌تر یاری خواهد داد.
در نهایت، رشته‌ها به‌عنوان یک ابزار چندمنظوره، پلی میان داده‌های خام و اطلاعات قابل فهم برای انسان‌ها ایجاد می‌کنند و بخش جدایی‌ناپذیر از فرآیند حل مسائل دنیای واقعی محسوب می‌شوند.